# Frank Gorenc
Frank Gorenc, ameriški vojaški pilot in general slovenskega rodu, * 14. oktober 1957, Ljubljana, Slovenija.
Njegov brat je Stanley Gorenc, generalmajor VL ZDA v pokoju od julija 2007.

## Življenjepis
1979 je diplomiral iz gradbeništva na Akademiji VL ZDA in postal poročnik.
Med avgustom 1979 in decembrom 1980 je bil študent pilotskega usposabljanje v Vance AFB (Oklahoma). Decembra 1980 je postal inštruktor pilot na T-38A in preiskovalec poleta  pri 25. leteči trenažni eskadrilji . Med tem je 1983 končal dopisni tečaj in diplomiral na šoli za častnike eskadrilj.
Med aprilom in avgustom 1984 je služil v F-15 nadomestni trenažni enoti (Luke AFB, Arizona). Med avgustom 1984 in aprilom 1988 je bil poveljnik letala F-15C, preiskovalec leta in poveljnik leta v 525. taktični lovski eskadrilji (Bitburg Air Base, Nemčija). 1986 je končal dopisni tečaj in diplomiral na Air Command and Staff College. Istega leta je končal Natov taktični vodstveni program (Jever Air Base, Nemčija). 1988 je diplomiral na U.S. Air Force Fighter Weapons School. Naslednje leto je prejel magisterij iz aeronavtike na Embry-Riddle Aeronautical University. 
Od aprila 1988 do oktobra 1991 je bil poveljnik F-15C ter šef orožja in taktike pri 95. lovski eskadrilji (Langley Air Base, Virginija). Od oktobra 1991 do marca 1992 je bil adjutant poveljnika Taktičnega zračnega poveljstva in od junija 1992 do septembra 1993 adjutant poveljnika Poveljništva zračnega bojevanja.
Od septembra 1993 do avgusta 1994 je bil šef, Veje za razporeditev aktivnih častnikov pri Poveljništvu zračnega bojevanja. Istega leta je končal Air War College. Septembra 1995 je diplomiral na National War College (Fort Lesley McNair).
Septembra 1995 je postal operativni častnik 390. lovske eskadrilje (Mountain Home Air Force Base, Idaho). 1995 je prejel drugi magisterij iz strategije nacionalne varnosti na National Defense University.
Januarja 1996 je postal poveljnik iste eskadrilje. Junija 1997 je postal posebni pomočnik poveljnika operativne skupine v Mountain Home Air Force Base.
Januarja 1998 je postal načelnik Oddelka za raziskave, analizo in vojne igre pri Združenem štabu.
Decembra 2000 je postal poveljnik 18. operativne skupine (Kadena Air Base, Japonska). Od avgusta 2002 do septembra 2003 je bil posebni pomočnik pri Vrhovnem poveljniku zavezniških sil v Evropi. 
Septembra 2003 je postal poveljnik 1. lovskega polka.
Zatem je poveljeval 332. polku (332nd AEW) vojaškega letalstva ZDA v Iraku. Do januarja 2008 je bil načelnik letalskega vojaškega okrožja v Washingtonu. Po ukazu z dne 18. januarja 2008 je postavljen za direktorja zračnih in vesoljskih operacij v GŠ letalstva ZDA v bazi Langley, zvezna država Virginija. 
Leta 2013 je predsednik Obama zveznemu senatu predlagal, naj imenuje Franka Gorenca za novega poveljnika ameriških zračnih sil v Evropi in Afriki. Ta vojaška pozicija hkrati pomeni poveljstvo zračnim silam NATO pakta.

## Napredovanja
- 30. maj 1979 - poročnik
- 30. maj 1981 - nadporočnik
- 30. maj 1983 - stotnik
- 1. junij 1990 - major
- 1. marec 1994 - podpolkovnik
- 1. september 1998 - polkovnik
- 15. junij 2005 - brigadni general
- 1. februar 2008 - generalmajor
- 24. avgust 2009 - generalporočnik
- 2. avgust 2013 - general